# Washington: Hinter verschlossenen Türen
Washington: Hinter verschlossenen Türen (Originaltitel: Washington: Behind Closed Doors) ist eine US-amerikanische Fernseh-Miniserie aus dem Jahr 1977. Sie wurde von Paramount Television produziert und vom 6. bis zum 11. September 1977 an sechs aufeinander folgenden Abenden bei ABC ausgestrahlt.
Die Handlung basiert lose auf dem Buch The Company von John Ehrlichman, das auf der Tätigkeit des Autors als Berater der Regierung Nixon basiert.

## Inhalt
Der Film stellt eine fiktionale Nacherzählung der Watergate-Affäre dar (lose basierend auf dem Buch The Company des ehemaligen Nixon-Beraters John Ehrlichman) und zeigt den Aufstieg eines machthungrigen amerikanischen Präsidenten und die ihn umgebenden Männer, die dafür sorgen, dass er sein Amt behält: Nachdem Präsident Esker Anderson zurücktritt, wird Senator Richard Monckton mit Unterstützung seines Teams um Frank Flaherty sein Nachfolger. Die Serie beginnt als Seifenoper, entwickelt sich jedoch zu einer Studie über die korrumpierende Macht.
| Figur                          | Darsteller         | Deutscher Sprecher    |
| ------------------------------ | ------------------ | --------------------- |
| William Martin                 | Cliff Robertson    | Hartmut Reck          |
| Präsident Richard Monckton     | Jason Robards      | Holger Hagen          |
| Sally Whalen                   | Stefanie Powers    | Helga Trümper         |
| Frank Flaherty                 | Robert Vaughn      | Niels Clausnitzer     |
| Linda Martin                   | Lois Nettleton     |                       |
| Bob Bailey                     | Barry Nelson       |                       |
| Carl Tessler                   | Harold Gould       | Gert Günther Hoffmann |
| Adam Gardiner                  | Tony Bill          |                       |
| Präsident Esker Scott Anderson | Andy Griffith      |                       |
| Myron Dunn                     | John Houseman      |                       |
| Roger Castle                   | David Selby        |                       |
| Jenny Jamison                  | Meg Foster         |                       |
| Eli McGinn                     | Peter Coffield     |                       |
| Paula Stoner Gardiner          | Frances Lee McCain |                       |
| Joe Wisnovsky                  | Barry Primus       |                       |
| Kathy Ferris                   | Diana Ewing        |                       |
| Wanda Elliott                  | Lara Parker        |                       |
| Tucker Tallford                | John Lehne         |                       |
| Simon Cappell                  | Alan Oppenheimer   |                       |
| Hank Ferris                    | Nicholas Pryor     |                       |
| Lawrence Allison               | Frank Marth        |                       |
| Elmer Morse                    | Thayer David       |                       |
| Brewster Perry                 | George Gaynes      |                       |
| Jack Atherton                  | Linden Chiles      |                       |
| Lars Haglund                   | Skip Homeier       |                       |
| Bennett Lowman                 | John Randolph      |                       |
| Joan Bailey                    | Bonnie Bartlett    |                       |

## Veröffentlichung und Auszeichnungen
Die Miniserie mit einer Gesamtlänge von 12½ Stunden wurde in sechs Teilen an aufeinander folgenden Abenden vom 6. bis zum 11. September 1977 bei ABC erstausgestrahlt. In Deutschland wurde die Serie in zwölf Folgen aufgeteilt und ab dem 6. April 1978 im BR Fernsehen ausgestrahlt. Eine Veröffentlichung auf DVD erfolgte am 5. Juni 2012.
Robert Vaughn erhielt einen Emmy Award für seine Darstellung des Stabschefs, außerdem wurde die Serie als beste Miniserie, Jason Robards für seine Darstellung des Präsidenten Richard Monckton, Gary Nelson als bester Regisseur, Joseph Biroc und Jack Swain für die beste Kameraführung, Jack DeShields und Jamie Claytor als beste Artdirector und Barbara Kreiger für das beste Bühnenbild nominiert.